# Slippery Rock Creek (Connoquenessing Creek)
Der Slippery Rock Creek ist ein etwa 78 km langer rechter Nebenfluss des Connoquenessing Creek im westlichen US-Bundesstaat Pennsylvania.
Der Abfluss erfolgt über den Connoquenessing Creek, Beaver River, Ohio River und Mississippi River in den Golf von Mexiko. Der Slippery Rock Creek gehört zum Flusssystem des Ohio River und entwässert ein Gebiet von 1062 km². Der Fluss entspringt bei der Ortschaft Hilliards und fließt in südwestlicher Richtung durch das nördliche Butler County, passiert den McConnells Mill State Park im Lawrence County und mündet bei der Ortschaft Ellwood City in den Connoquenessing Creek.
Der Slippery Rock Creek erfreut sich großer Beliebtheit bei Kanuten aus der Umgebung. Mit Stromschnellen der Wildwasserschwierigkeit II und III bietet er attraktive Rennstrecken für Wassersportler.